# Wappen der Statutarstädte Österreichs

Die 15 Statutarstädte in Rot

Diese Liste zeigt und erläutert die Wappen der 15 Statutarstädte in Österreich mit eigenem Stadtstatut.
Statutarstädte werden vom Bürgermeister geleitet, wobei die Vollziehung der Verwaltung vom Magistrat übernommen wird. Sie gehören keinem Bezirk an und üben die Bezirksverwaltung selbst aus.

## Liste
| Wappen                          | Stadt                 | Bundesland       | Anmerkungen |
| ------------------------------- | --------------------- | ---------------- | --- |
| Wappen der Freistadt Eisenstadt | Eisenstadt            | Burgenland       | Quaderturm mit zur Hälfte herabgelassenen Fallgatter Adler mit den Insignien F III = Ferdinand III.                                                                                 |
|                                 | Graz                  | Steiermark       | 1245 gekrönter Panther in Grün = Anlehnung an das Steirische Wappen |
|                                 | Innsbruck             | Tirol            | 1267 Brücke über den Inn in Vogelperspektive |
|                                 | Klagenfurt            | Kärnten          | 1287 Stadtturm mit Drachen = Lindwurm am Turm |
|                                 | Krems an der Donau    | Niederösterreich | 1463 Doppeladler mit Kaiserkrone = von Kaiser Friedrich III. verliehen |
|                                 | Linz                  | Oberösterreich   | 1242 offenes Stadttor mit zwei Türmen österreichisches Bindenschild = Hinweis auf die ehemals landesfürstliche Stadt Wellenbalken = Lage an der Donau                               |
|                                 | Rust                  | Burgenland       | Eintrag zu Rust im Austria-Forum (im AEIOU-Österreich-Lexikon) |
|                                 | Salzburg              | Salzburg         | 1249 Stadttor mit offenen Torflügeln, umgeben von einer Stadtmauer Torturm zwei kleinere Stadttürme                                                                                 |
|                                 | St. Pölten            | Niederösterreich | 1538 österreichischer Bindenschild = landesfürstlichen Zugehörigkeit Wolf = Bistum Passau                                                                                           |
|                                 | Steyr                 | Oberösterreich   | 1160 flammenspeiender Panther = Markgrafen der Steiermark Grün-Weiß |
|                                 | Villach               | Kärnten          | 1240 vierkrallige Adlerfang auf einem Felsen = Wappen eines Stadtrichters (Typar = Siegelstempel)                                                                                   |
|                                 | Waidhofen an der Ybbs | Niederösterreich | Zwei Türme mit Freisinger Mohr = Bistum Freising |
|                                 | Wels                  | Oberösterreich   | 1295 österreichischer Bindenschild = landesfürstlichen Zugehörigkeit Stadttor mit Fallgitter                                                                                        |
|                                 | Wien                  | Wien             | 1934 Bindenschild mit silbernem Kreuz auf rotem Grund = Bindenschild des doppelköpfigen Adlerwappens aus der Kaiserzeit                                                             |
|                                 | Wiener Neustadt       | Niederösterreich | 1452 Reichsadler mit Krone im ersten und vierten Viertel = Auszeichnung für Treue zum Reich Wappen des Herzogs von Österreich im zweiten und dritten Viertel = Schutzherr der Stadt |